# Михайлов, Алексей Владимирович (футболист)
Алексе́й Влади́мирович Миха́йлов (20 февраля 1983, Москва) — российский футболист, полузащитник.

## Карьера
Начинал карьеру в дубле московского «Динамо». В 2003 ушёл в петербургское «Динамо». За сезон сыграл 20 матчей, забил 5 голов и вернулся в Москву. В премьер-лиге дебютировал 27 марта 2004 года в матче 3-го тура против «Ротора», выйдя на замену на 83-й минуте и на 86-й забив гол. Всего в том сезоне он сыграл 17 матчей. В сезоне-2005 на поле не выходил, а в 2006 ушёл в «Химки». В августе того же года, сыграв 2 матча, покинул клуб и перешёл в «Рязань-Агрокомлект». В 2008 выступал за «Маккаби» в ЛФЛ.